# Championnat de Pologne féminin de football 2006-2007
Navigation
Édition précédente Édition suivante
Le Championnat de Pologne de football féminin 2006-07 commence le 12 août 2006, sur un système aller-retour où les différentes équipes s'affrontent deux fois par phase. Le AZS Wrocław reste champion.

## Clubs participants
- AZS Wrocław
- Medyk Konin
- Cisy Nałęczów
- AZS PWSZ Biała Podlaska
- Czarni Sosnowiec
- Gol Częstochowa

## Classement
| Rang | Équipe                      | Pts | J  | G  | N | P  | Bp | Bc | Diff |
| ---- | --------------------------- | --- | -- | -- | - | -- | -- | -- | ---- |
| 1    | AZS Wrocław (T)             | 51  | 20 | 17 | 0 | 3  | 62 | 14 | +48  |
| 2    | Gol Częstochowa (P)         | 46  | 20 | 15 | 1 | 4  | 50 | 26 | +24  |
| 3    | Medyk Konin                 | 38  | 20 | 12 | 2 | 6  | 52 | 33 | +19  |
| 4    | AZS PWSZ Biała Podlaska (P) | 20  | 20 | 5  | 3 | 12 | 20 | 36 | -16  |
| 5    | Czarni Sosnowiec            | 12  | 20 | 3  | 3 | 14 | 15 | 50 | -35  |
| 6    | Cisy Nałęczów               | 10  | 20 | 3  | 1 | 16 | 12 | 52 | -40  |

| Légende : Qualifications et relégations | Légende : Qualifications et relégations                                |
| --------------------------------------- | ---------------------------------------------------------------------- |
|                                         | Ligue des champions féminine de l'UEFA 2007-2008 (seizièmes de finale) |
|                                         | Barrages de relégation contre le 2e de 2e division                     |
|                                         | Relégation en 2e division                                              |
|                                         | (T) : Tenant du titre 2005-2006 (P) : Promu en 2006-2007               |

## Meilleures buteuses
- Anna Żelazko est élue meilleure buteuse du championnat avec 18 buts (AZS Wrocław)
- Anna Gawrońska (Medyk Konin), 15 buts
- Otrębska (Gol Częstochowa), 13 buts